# (9274) Amylovell
(9274) Amylovell (1980 FF3) – planetoida z pasa głównego asteroid okrążająca Słońce w ciągu 4,27 lat w średniej odległości 2,63 j.a. Odkryta 16 marca 1980 roku.